# Drakuun - Ryuuhimehei
Drakuun - Ryuuhimehei (ドラクゥーン 竜姫兵 Doraku~un - Ryuuhimehei?), Drakuun: Dragon Princess Warrior o simplemente Drakuun, es un manga creado por Johji Manabe. La obra comenzó a ser publicada irregularmente en 1988 en volúmenes Tankobon bajo el sello de Fujimi Books de la editorial Kadokawa Shoten. Después del tercer volumen en 1991, hubo un parón de varios años hasta que en 1997 se retomó su publicación a través de Dragon Comics, de la misma editorial, y el cambio se mantuvo hasta su final en 2003, compilando 5 volúmenes en total. Los tres primeros Tankobon (y posteriormente el cuarto exclusivamente para el territorio americano) fueron licenciados por Dark Horse Comics para su distribución a nivel occidental y actualmente los derechos están caducados.

## Argumento
La historia se sitúa en un remoto mundo ficticio. El Imperio Romuniliano está en guerra con los estados rebeldes por el domino de sus tierras para poder conquistar todo el continente Griffel. El reino de Ledomiam, con la colaboración de Bosvania, planea un ataque sorpresa al Emperador Gustav de Romunilia. Karla Olzen, la princesa guerrera de Ledomiam, se reúne en la capital imperial para firmar el tratado de paz delante de Gustav. Los planes reales de Ledomiam se basan en que la princesa mate al emperador a tiempo que sus naves ataquen al palacio real apoyados por los aliados bosvanianos. La princesa no consigue derrotar por completo al emperador y los bosvanianos traicionan a Ledomiam para anexionarse al Imperio. La misión termina siendo un desastre y en pocos días Romunilia termina por completo con el reino de Ledomiam. La reina Rosalía pide antes a su hermana Karla que huya de su tierra para seguir luchando por la libertad del continente de Griffel.
- Datos: Q54935641